# Danismende Gazi
Danismende Gazi (em turco: Danishmend Ghazi), também chamado Gumustequim Danismende Amade Gazi (Gümüştekin Danishmend Ahmed Ghazi), Maleque Gazi (Malik Ghazi), Danismende Tailu (Danishmend Taylu) e Gazi ibne Danismende (Gazi ibn Danixmend; m. 1104), foi o fundador da dinastia de beis ou emires danismêndidas. Após o avanço dos povos túrquicos pela Anatólia que se seguiu à batalha de Manzicerta, a sua dinastia controlou as regiões setentrionais da Anatólia Central. É por vezes referido com o título maleque, que significa "rei" e na verdade só foi atribuído ao seu neto Maomé Gazi em 1134 pelo califa abássida de Bagdá, mas é por vezes usado retrospectivamente pelos contemporâneos e historiógrafos deste para se referirem a Danismende Gazi. O outro título, gazi, significa guerreiro.
Existe também alguma confusão sobre o seu nome e divergências entre os nomes usados por historiadores. Na verdade tinha o mesmo nome do seu filho Gümüştekin; no entanto, é geralmente referido abreviadamente como Danismende Gazi, enquanto o seu filho é chamado de Emir Gazi, sem mencionar o nome Gümüştekin comum a ambos. Para além disso, também é referida uma conexão familiar entre a dinastia dos danismêndidas e a dos seljúcidas, apesar de haver divergências na explicação desta ligação.

## Estabelecimento do emirado
Após a derrota do exército imperial bizantino frente a Alparslano na batalha de Manzicerta de 1071, os povos túrquicos ocuparam quase toda a Anatólia. Depois da fragmentação do Império Seljúcida e ao serviço do Império Bizantino, em 1077-1078 Solimão I obteve o domínio da Bitínia e estabeleceu o Sultanato de Rum, com a capital em Niceia, do qual Danismende Gazi era vassalo.
Solimão seria morto em 1086 por Tutuxe I, irmão do sultão seljúcida Maleque Xá I. Quilije Arslã I, filho de Solimão e herdeiro de Rum, ficaria refém de Maleque Xá, e só após a morte deste em 1092 refundaria o seu sultanato. Durante este período conturbado, os domínios de Rum ficaram sob a administração do Império Seljúcida, e Danismende aproveitou para criar um emirado reconhecido pelo califa abássida Almostarxide na Anatólia Central, ao redor de Sivas e incluindo as cidades Niksar, Tocate e Euceta.

## Cruzadas

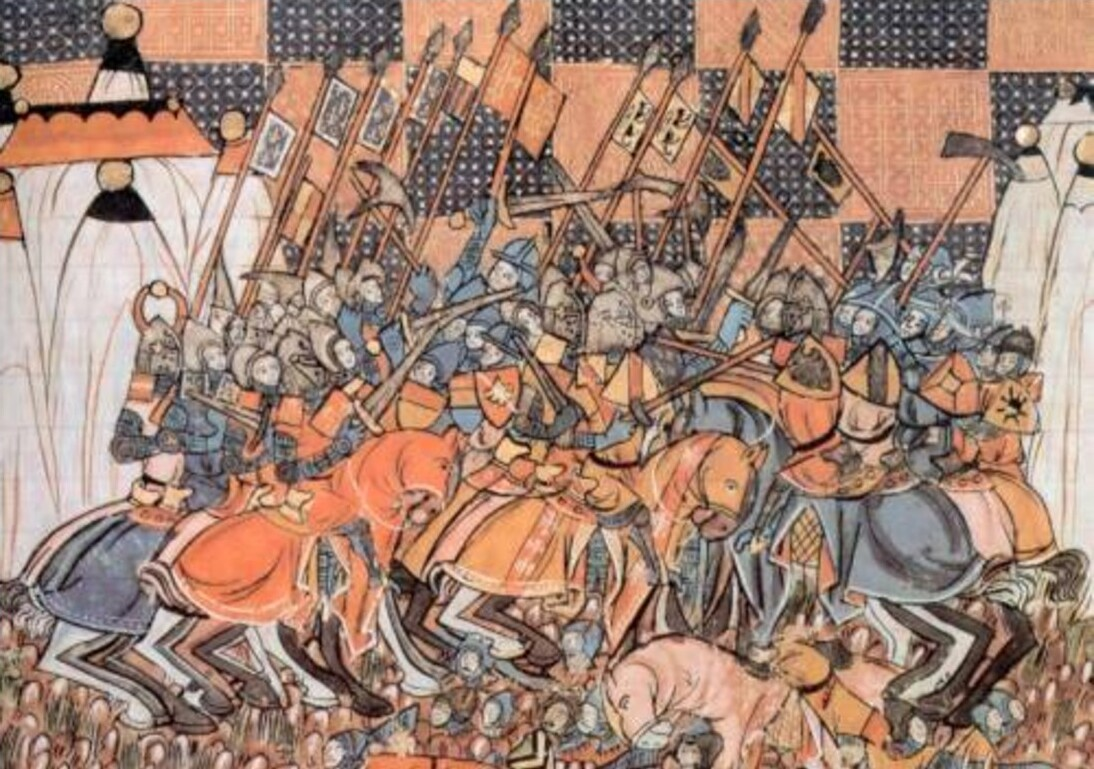
Iluminura da batalha de Dorileia (Histoire d'Outremer, século XIV)

Durante a Primeira Cruzada, tanto o seu emirado como o Sultanato de Rum estavam directamente no percurso dos peregrinos ocidentais. Depois de derrotar a Cruzada Popular em 1097, Quilije Arslã invadiu os domínios danismêndidas no leste da Anatólia. Mas quando as mais numerosas forças da Cruzada dos Nobres cercaram Niceia no mês de Maio, o sultão de Rum apressou-se a acordar tréguas com Danismende e sair da região de Melitene para ir socorrer a sua capital. Niceia foi mesmo perdida para o Império Bizantino, pelo que Quilije Arslã e Danismende Gazi acordaram uma aliança para fazer frente ao poderoso exército ocidental, mas seriam derrotados na batalha de Dorileia a 1 de julho.
Em 1100, Danismende obteve um importante sucesso com a captura de Boemundo I de Antioquia na batalha de Melitene. Este seria libertado apenas na Primavera de 1103, contra um resgate de 100 000 dinares e a libertação da filha de Iagui Siã, emir de Antioquia até à conquista desta cidade pelos cruzados em 1098. Na sequência das suas campanhas, Gazi conseguiria ampliar os seus domínios para sul e tomar finalmente Melitene em 1102/1103, executando o seu governador arménio Gabriel. Após a sua morte, seria sucedido pelo mais velho dos seus 12 filhos, Gazi Gumustiguim.

## Danishmendnâme
Danismende Gazi é o personagem central no Danishmendnâme, um romance de cavalaria épico da literatura em língua turca. Nesta obra, os eventos da sua vida misturam-se com feitos lendários dos guerreiros Sidi Battal Gazi e Abu Muslim do Coração, ambos do período omíada no século VIII.
As lendas que compõem o Danishmendnâme foram compilados da tradição oral por ordem do sultão de Rum Caicobado I, um século após a morte de Danismende. A forma que existe actualmente é um compêndio concebido sob as instruções do sultão otomano Murade II no século XV.